# Chastanier
Chastanier est une commune française, située dans le nord-est du département de la Lozère en région Occitanie.
Exposée à un climat de montagne, elle est drainée par le Chapeauroux, la Clamouse, le Réal et par deux autres cours d'eau. La commune possède un patrimoine naturel remarquable composé de deux zones naturelles d'intérêt écologique, faunistique et floristique.
Chastanier est une commune rurale et littorale qui compte 78 habitants en 2022, après avoir connu un pic de population de 299 habitants en 1886.  Ses habitants sont appelés les Chastaniérois ou  Chastaniéroises.

## Géographie

### Communes limitrophes
Les communes limitrophes sont  Auroux, Naussac-Fontanes, Pierrefiche, Rocles et Saint-Jean-la-Fouillouse.

### Climat
Pour des articles plus généraux, voir Climat de l'Occitanie et Climat de la Lozère.
En 2010, le climat de la commune est de type climat océanique altéré, selon une étude s'appuyant sur une série de données couvrant la période 1971-2000. En 2020, Météo-France publie une typologie des climats de la France métropolitaine dans laquelle la commune est exposée à un climat de montagne ou de marges de montagne et est dans la région climatique Sud-est du Massif Central, caractérisée par une pluviométrie annuelle de 1 000 à 1 500 mm, minimale en été, maximale en automne.
Pour la période 1971-2000, la température annuelle moyenne est de 7,5 °C, avec une amplitude thermique annuelle de 15,7 °C. Le cumul annuel moyen de précipitations est de 865 mm, avec 10,5 jours de précipitations en janvier et 6,1 jours en juillet. Pour la période 1991-2020, la température moyenne annuelle observée sur la station météorologique la plus proche, située sur la commune de Châteauneuf-de-Randon à 11 km à vol d'oiseau, est de 7,5 °C et le cumul annuel moyen de précipitations est de 919,4 mm,. Pour l'avenir, les paramètres climatiques de la commune estimés pour 2050 selon différents scénarios d'émission de gaz à effet de serre sont consultables sur un site dédié publié par Météo-France en novembre 2022.

### Milieux naturels et biodiversité
L’inventaire des zones naturelles d'intérêt écologique, faunistique et floristique (ZNIEFF) a pour objectif de réaliser une couverture des zones les plus intéressantes sur le plan écologique, essentiellement dans la perspective d’améliorer la connaissance du patrimoine naturel national et de fournir aux différents décideurs un outil d’aide à la prise en compte de l’environnement dans l’aménagement du territoire.
Une ZNIEFF de type 1 est recensée sur la commune :
la « rivière du Chapeauroux » (357 ha), couvrant 9 communes du département et une ZNIEFF de type 2, : 
la « vallée du Chapeauroux » (10 037 ha), couvrant 12 communes dont une dans la Haute-Loire et 11 dans la Lozère.

Cartes des ZNIEFF de type 1 et 2 à Chastanier.
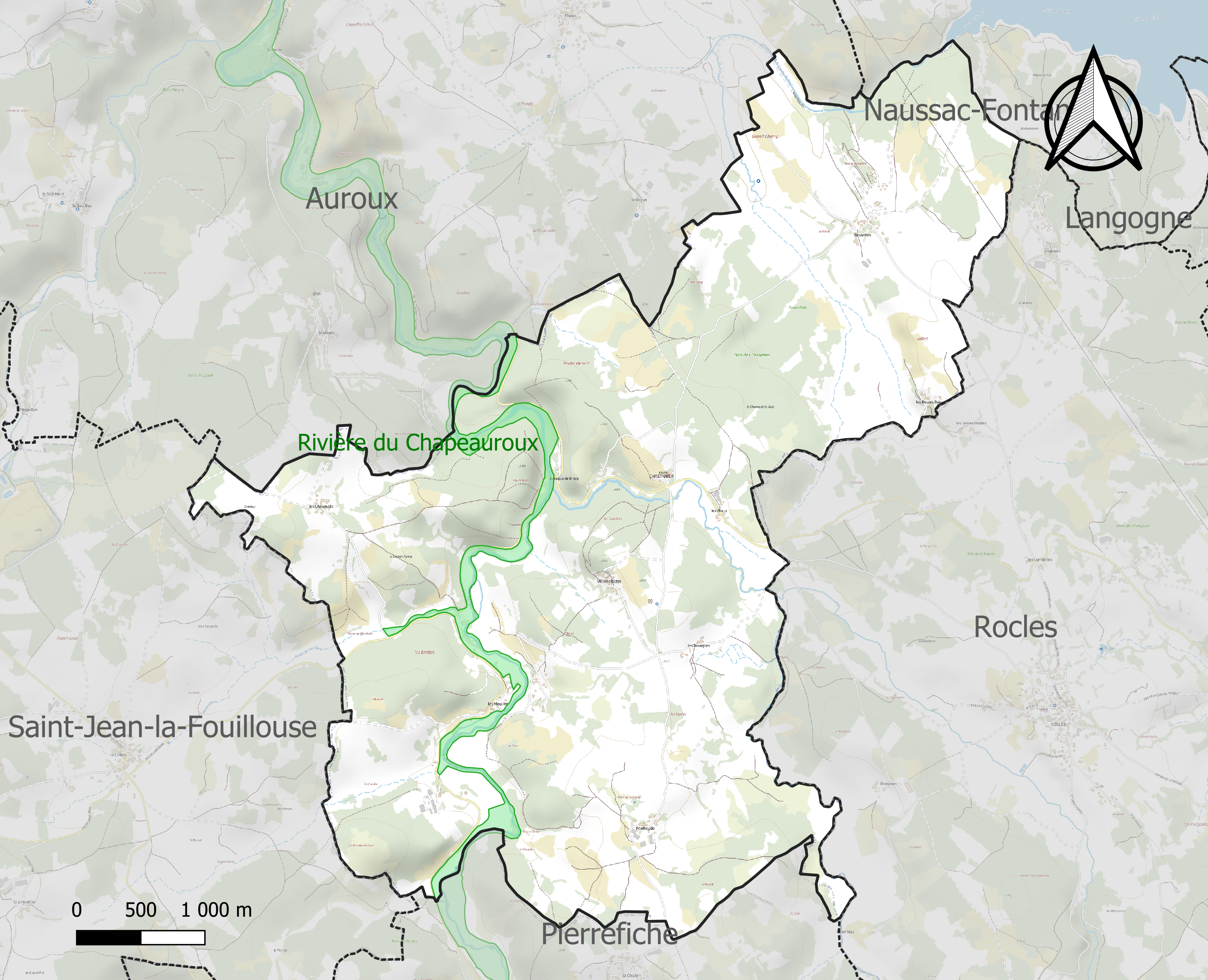
Carte de la ZNIEFF de type 1 sur la commune.
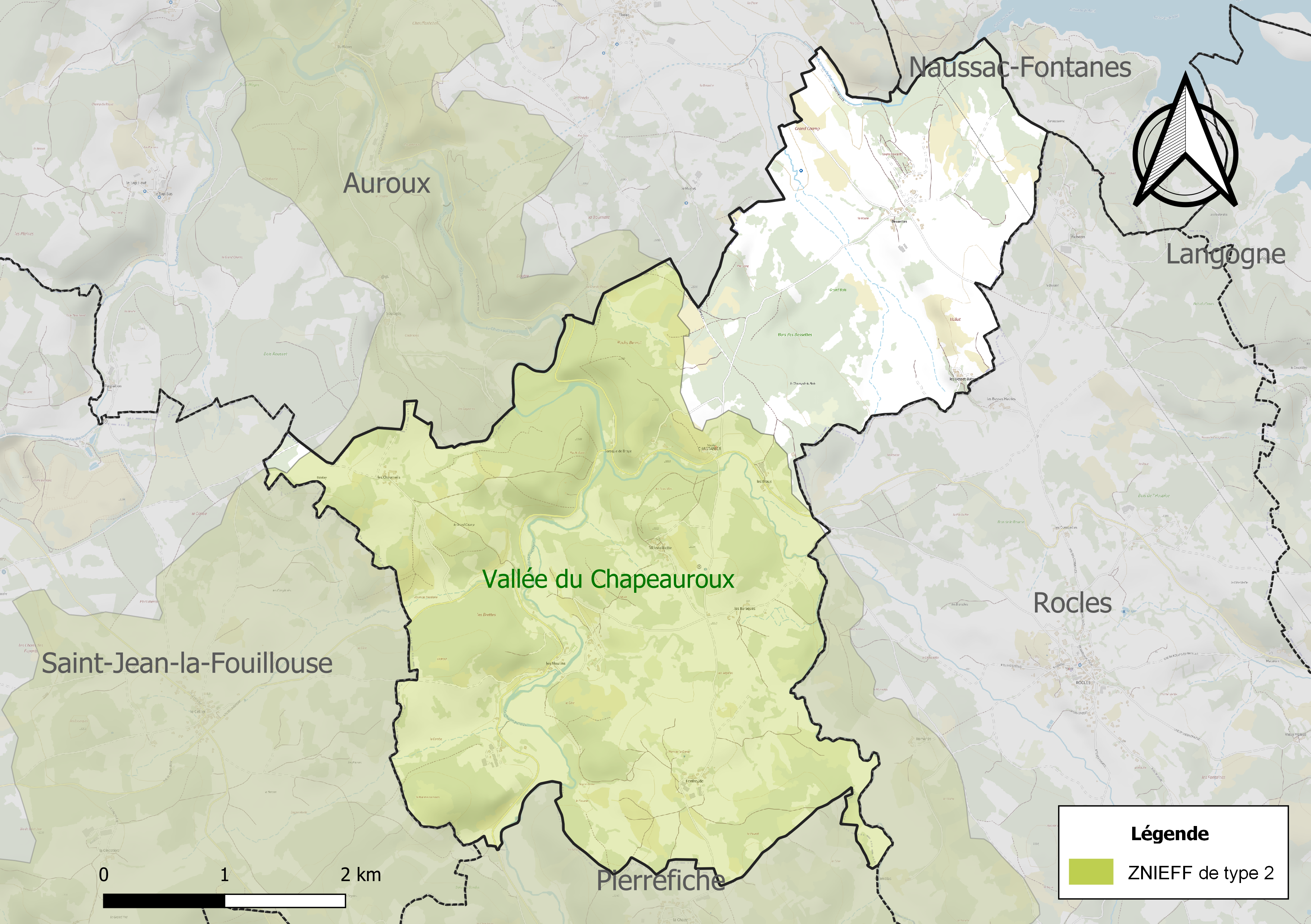
Carte de la ZNIEFF de type 2 sur la commune.

## Urbanisme
Chastanier peut sans doute revendiquer le titre de plus petit centre bourg du monde. En effet lorsque vous passez le panneau d'entrée du village, vous pouvez voir et placer sur une photo le panneau d'entrée et de sortie du centre de "l’agglomération ". Il y a environ 80 m entre les deux panneaux.
On trouve au centre du village : l'église et son cimetière et une maison d'habitation ainsi que la salle communale et la mairie.

### Typologie
Au 1er janvier 2024, Chastanier est catégorisée commune rurale à habitat très dispersé, selon la nouvelle grille communale de densité à sept niveaux définie par l'Insee en 2022.
Elle est située hors unité urbaine et hors attraction des villes,.
La commune, bordée par un plan d’eau intérieur d’une superficie supérieure à 1 000 hectares, le lac de Naussac, est également une commune littorale au sens de la loi du 3 janvier 1986, dite loi littoral. Des dispositions spécifiques d’urbanisme s’y appliquent dès lors afin de préserver les espaces naturels, les sites, les paysages et l’équilibre écologique du littoral, tel le principe d'inconstructibilité, en dehors des espaces urbanisés, sur la bande littorale des 100 mètres, ou plus si le plan local d’urbanisme le prévoit.

### Occupation des sols
L'occupation des sols de la commune, telle qu'elle ressort de la base de données européenne d’occupation biophysique des sols Corine Land Cover (CLC), est marquée par l'importance des territoires agricoles (54,3 % en 2018), en augmentation par rapport à 1990 (42,8 %). La répartition détaillée en 2018 est la suivante : 
prairies (40,2 %), forêts (38,8 %), zones agricoles hétérogènes (14,1 %), milieux à végétation arbustive et/ou herbacée (6,8 %). L'évolution de l’occupation des sols de la commune et de ses infrastructures peut être observée sur les différentes représentations cartographiques du territoire : la carte de Cassini (XVIIIe siècle), la carte d'état-major (1820-1866) et les cartes ou photos aériennes de l'IGN pour la période actuelle (1950 à aujourd'hui).

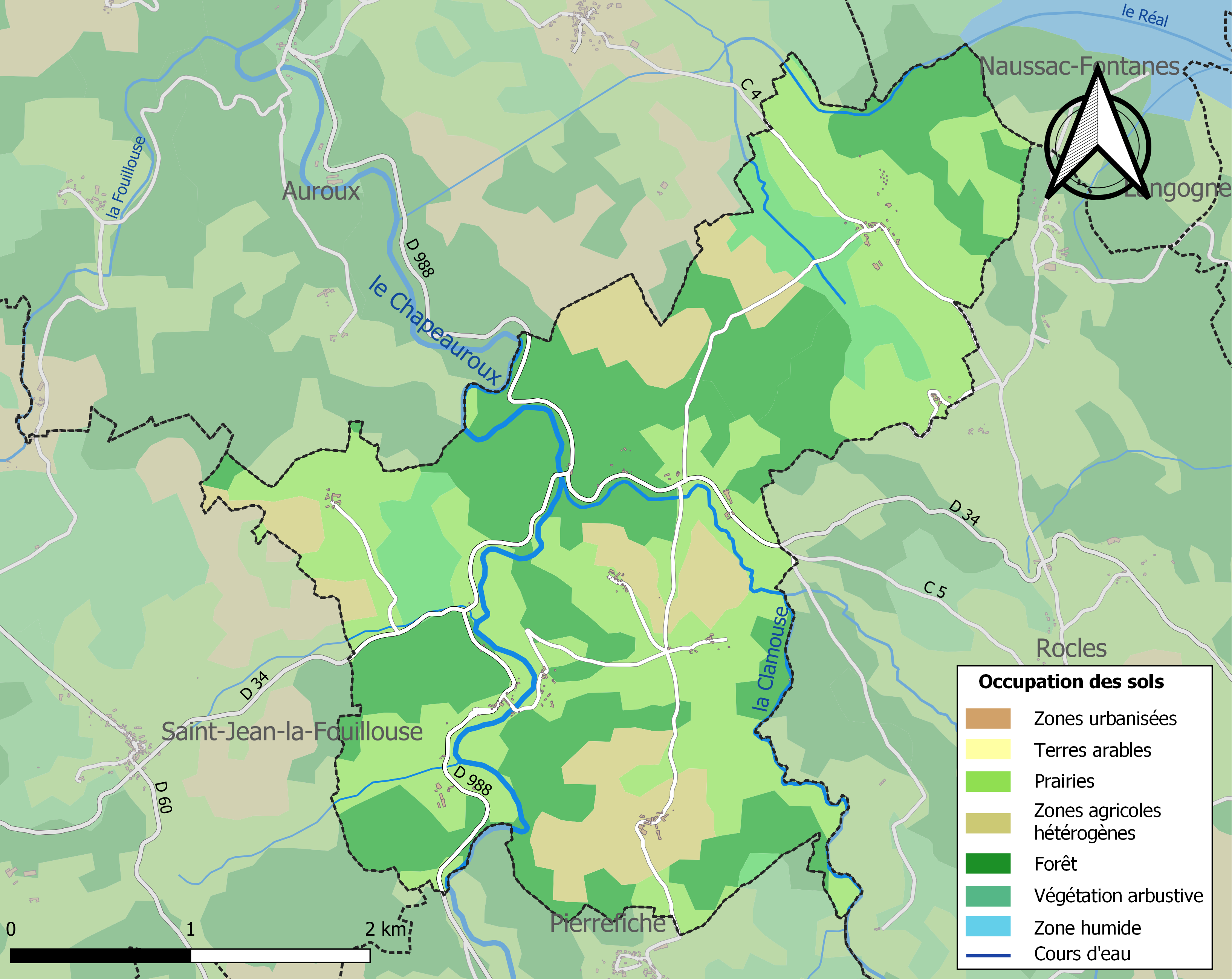
Carte des infrastructures et de l'occupation des sols de la commune en 2018 (CLC).

### Risques majeurs
Le territoire de la commune de Chastanier est vulnérable à différents aléas naturels : météorologiques (tempête, orage, neige, grand froid, canicule ou sécheresse), inondations, feux de forêts et séisme (sismicité faible). Il est également exposé à un risque particulier : le risque de radon. Un site publié par le BRGM permet d'évaluer simplement et rapidement les risques d'un bien localisé soit par son adresse soit par le numéro de sa parcelle.

#### Risques naturels
Certaines parties du territoire communal sont susceptibles d’être affectées par le risque d’inondation par débordement de cours d'eau, notamment le Chapeauroux et la Clamouse. La commune a été reconnue en état de catastrophe naturelle au titre des dommages causés par les inondations et coulées de boue survenues en 1982, 1994 et 2003,.
Chastanier est exposée au risque de feu de forêt. Un plan départemental de protection des forêts contre les incendies (PDPFCI) a été approuvé en décembre 2014 pour la période 2014-2023. Les mesures individuelles de prévention contre les incendies sont précisées par divers arrêtés préfectoraux et s’appliquent dans les zones exposées aux incendies de forêt et à moins de 200 mètres de celles-ci. L’arrêté du 23 mars 2018, complété par un arrêté de 2020, réglemente l'emploi du feu en interdisant notamment d’apporter du feu, de fumer et de jeter des mégots de cigarette dans les espaces sensibles et sur les voies qui les traversent sous peine de sanctions. L'arrêté du 23 août 2021, abrogeant un arrêté de 2002, rend le débroussaillement obligatoire, incombant au propriétaire ou ayant droit,,.

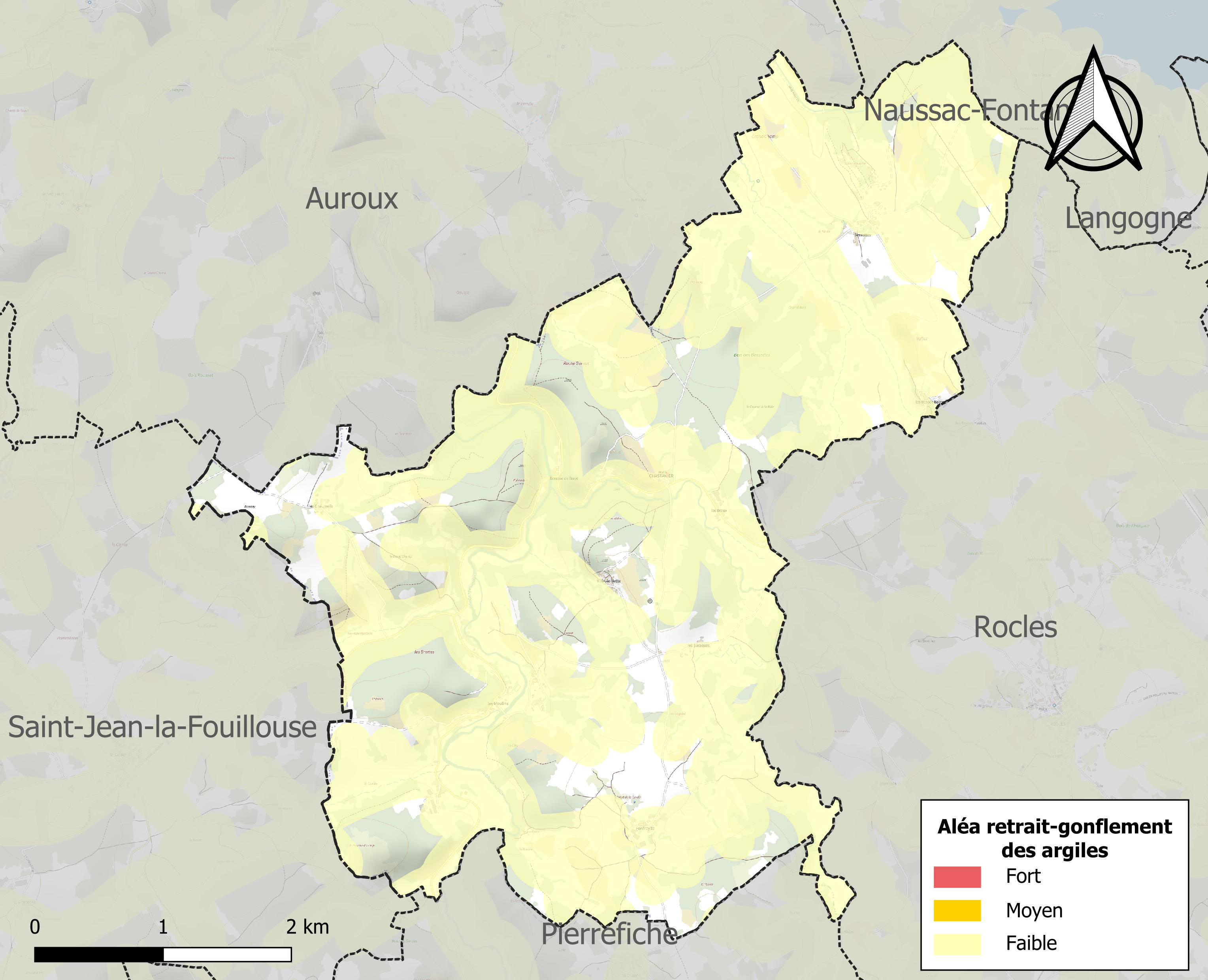
Carte des zones d'aléa retrait-gonflement des sols argileux de Chastanier.

Le retrait-gonflement des sols argileux est susceptible d'engendrer des dommages importants aux bâtiments en cas d’alternance de périodes de sécheresse et de pluie. Aucune partie du territoire de la commune n'est en aléa moyen ou fort (15,8 % au niveau départemental et 48,5 % au niveau national). Sur les 89 bâtiments dénombrés sur la commune en 2019,  aucun n'est en aléa moyen ou fort, à comparer aux 14 % au niveau départemental et 54 % au niveau national. Une cartographie de l'exposition du territoire national au retrait gonflement des sols argileux est disponible sur le site du BRGM,.
Par ailleurs, afin de mieux appréhender le risque d’affaissement de terrain, l'inventaire national des cavités souterraines permet de localiser celles situées sur la commune.

#### Risque particulier
Dans plusieurs parties du territoire national, le radon, accumulé dans certains logements ou autres locaux, peut constituer une source significative d’exposition de la population aux rayonnements ionisants. Certaines communes du département sont concernées par le risque radon à un niveau plus ou moins élevé. Selon la classification de 2018, la commune de Chastanier est classée en zone 3, à savoir zone à potentiel radon significatif.

## Toponymie
Le nom de la commune est Chastanhièr en occitan selon la norme classique et se prononce [t͡ʃasta'ɲɔ].

## Politique et administration

### Découpage territorial
La commune de Chastanier est membre de la communauté de communes du Haut Allier, un établissement public de coopération intercommunale (EPCI) à fiscalité propre créé le 7 décembre 2006 dont le siège est à Langogne. Ce dernier est par ailleurs membre d'autres groupements intercommunaux.
Sur le plan administratif, elle est rattachée à l'arrondissement de Mende, à la circonscription administrative de l'État de la Lozère et à la région Occitanie.
Sur le plan électoral, elle dépend du canton de Langogne pour l'élection des conseillers départementaux, depuis le redécoupage cantonal de 2014 entré en vigueur en 2015, et de la circonscription de la Lozère pour les élections législatives, depuis le dernier découpage électoral de 2010.

### Liste des maires
| Période | Période  | Identité    | Étiquette | Qualité |
| ------- | -------- | ----------- | --------- | ------- |
| 2001    | 2014     | René Toiron |           |         |
| 2014    | En cours | Guy Odoul   |           |         |

## Population et société

### Démographie
L'évolution du nombre d'habitants est connue à travers les recensements de la population effectués dans la commune depuis 1793. Pour les communes de moins de 10 000 habitants, une enquête de recensement portant sur toute la population est réalisée tous les cinq ans, les populations de référence des années intermédiaires étant quant à elles estimées par interpolation ou extrapolation. Pour la commune, le premier recensement exhaustif entrant dans le cadre du nouveau dispositif a été réalisé en 2006.

En 2022, la commune comptait 78 habitants, en évolution de +1,3 % par rapport à 2016 (Lozère : +0,11 %, France hors Mayotte : +2,11 %).
| 1793 | 1800 | 1806 | 1821 | 1831 | 1836 | 1841 | 1846 | 1851 |
| ---- | ---- | ---- | ---- | ---- | ---- | ---- | ---- | ---- |
| 250  | 230  | 212  | 240  | 242  | 260  | 242  | 258  | 270  |

| 1856 | 1861 | 1866 | 1872 | 1876 | 1881 | 1886 | 1891 | 1896 |
| ---- | ---- | ---- | ---- | ---- | ---- | ---- | ---- | ---- |
| 292  | 286  | 273  | 261  | 257  | 283  | 299  | 261  | 289  |

| 1901 | 1906 | 1911 | 1921 | 1926 | 1931 | 1936 | 1946 | 1954 |
| ---- | ---- | ---- | ---- | ---- | ---- | ---- | ---- | ---- |
| 257  | 271  | 269  | 278  | 288  | 251  | 240  | 206  | 181  |

| 1962 | 1968 | 1975 | 1982 | 1990 | 1999 | 2006 | 2011 | 2016 |
| ---- | ---- | ---- | ---- | ---- | ---- | ---- | ---- | ---- |
| 169  | 140  | 118  | 106  | 113  | 89   | 93   | 93   | 77   |

| 2021 | 2022 | - | - | - | - | - | - | - |
| ---- | ---- | - | - | - | - | - | - | - |
| 78   | 78   | - | - | - | - | - | - | - |

## Économie

### Emploi
|                | 2008  | 2013  | 2018  |
| -------------- | ----- | ----- | ----- |
| Commune        | 6,9 % | 1,8 % | 7,7 % |
| Département    | 5 %   | 6,4 % | 7,1 % |
| France entière | 8,3 % | 10 %  | 10 %  |

En 2018, la population âgée de 15 à 64 ans s'élève à 39 personnes, parmi lesquelles on compte 79,5 % d'actifs (71,8 % ayant un emploi et 7,7 % de chômeurs) et 20,5 % d'inactifs,. Depuis 2008, le taux de chômage communal (au sens du recensement) des 15-64 ans est supérieur à celui du département, mais inférieur à celui de la France.
La commune est hors attraction des villes,. Elle compte 19 emplois en 2018, contre 18 en 2013 et 20 en 2008. Le nombre d'actifs ayant un emploi résidant dans la commune est de 29, soit un indicateur de concentration d'emploi de 65,5 % et un taux d'activité parmi les 15 ans ou plus de 49,2 %.
Sur ces 29 actifs de 15 ans ou plus ayant un emploi, 17 travaillent dans la commune, soit 59 % des habitants. Pour se rendre au travail, 62,1 % des habitants utilisent un véhicule personnel ou de fonction à quatre roues, 13,7 % s'y rendent en deux-roues, à vélo ou à pied et 24,1 % n'ont pas besoin de transport (travail au domicile).

## Culture locale et patrimoine

### Lieux et monuments
- Église Saint-Jacques-le-Majeur de Chastanier. L'édifice a été inscrit au titre des monuments historiques en 1932[27]. De nombreux objets sont référencés dans la base Palissy (voir les notices liées)[27].

### Héraldique
| Blason de Chastanier | Blason  | De sinople, à un calice d’or, accompagné en chef d’une coquille saint Jacques d'argent, et en pointe de deux burelles ondées de même ; la coquille et le calice accostés de deux gerbes affrontées, composées de quatre épis de blé tigés et feuillés d'or, disposés 1, 2 et 1, issantes de la pointe et brochantes sur les ondes. |
| Blason de Chastanier | Détails | Le sinople représente les pâturages et l’activité agricole de la commune. Les deux burelles ondées symbolisent les deux cours d’eau principaux de Chastanier que sont le Chapauroux et la Clamouse. La coquille saint Jacques image le saint patron de la commune dont l’église et le presbytère voisins abritent un musée des objets sacrés qui explique la présence du calice. Les épis de blé honorent l’activité agricole du village et en représente chacun des lieux habités : Chastanier, Bessettes, Besse-Basse, les Chaumeils, Villevieillette, les Barraques, Les moulins et Fonfrede. Les ornements sont deux branches de sapin de sinople, fruitées d'or, mises en sautoir par la pointe et liées d'or pour indiquer la présence des forêts communales. Le listel d'argent porte le nom de la commune en lettres majuscules de sable. La couronne de tours dit que l’écu est celui d’une commune ; elle n’a rien à voir avec des fortifications. Le statut officiel du blason reste à déterminer. |